# Media-activisme
Media-activisme bestaat uit activiteiten die nieuws en informatie vanuit het perspectief van de gebruiker of de bevolking geven. Omdat media-activisten de actievoerders op de voet volgen, weten ze wat de actievoerders willen en wat hun motieven zijn. Zo geven ze informatie via open publicaties soms objectief, soms subjectief in de vorm van een verslag of reportage. Media-activisme bekritiseert de werking van de mainstreammedia en poogt om de economische mediamonopolies te doorbreken.

Create > Show > Change
— Matsubara Akira, media-activist

## Voorbeelden
- Indymedia is een netwerk van nieuwssites, opgericht en onderhouden door een wereldwijd netwerk van media-activisten. Later groeide dit in België uit tot De Wereld Morgen.
- Images against war is een website waarop media-activisten foto's plaatsen om hun aversie van de oorlog uit te drukken en verandering na te streven.
- Wilfred Burchett was een Australische journalist bekend om zijn reportages over conflicten.